# Великая Венгрия
Вели́кая или Дре́вняя Ве́нгрия (Магна Хунгария, лат. Magna Hungaria, Hungaria Maior, венг. Nagy-Magyarország, пол. Wielkie Węgry) — гипотетическая прародина венгров, о которой упоминает в отчёте о своём путешествии францисканский монах XIII века Джованни да Плано Карпини. Её поисками занимались в 1230-е годы венгерские доминиканцы, наиболее известен из которых брат Юлиан.
Согласно распространённой версии, Великая Венгрия находилась в лесостепных районах современного Башкортостана, в ареале кушнаренковской и караякуповской культур.
Памятники кушнаренковской и караякуповской археологических культур Н. А. Мажитов связывает с древними башкирами, а башкиро-венгерские лингвистические параллели (присутствие в венгерском языке, в частности, в географических названиях, этнонимов «дьярмат» (баш. «юрматы»), «ено» (баш. «еней»), «тарьян» (баш. «тархан»), «кеси» (баш. «кесе») и других) объясняет переселением в середине XI века древних башкир в составе печенежского союза племен на территорию Паннонии.
Согласно другим версиям, Великая Венгрия находилась на Северном Кавказе (Б. Мункачи) либо в Нижнем Поволжье (А. П. Смирнов), либо на западных склонах Бугульминско-Белебеевской возвышенности (Р. Г. Кузеев, Т. М. Гарипов), либо в лесостепных районах Среднего Поволжья (П. Д. Степанов).
Некоторые тюркские языковые заимствования могли перейти к венграм от хазарского племени каваров, присоединившегося к венграм в первой половине IX века после неудачного восстания против верховной власти в Хазарии. Эти племена являлись самым боеспособным и свирепым контингентом венгерского войска.

## Проблема локализации Magna Hungaria
История венгров до IX века не освещена письменными источниками. Версии о их предполагаемых связях с тюркоязычным населением евразийских степей ограничиваются количеством ираноязычных заимствований в современном венгерском языке, наряду с использованием археологического и палео-антропологического материала в исторических реконструкциях.
Согласно сочинению «Gesta Hungarorum», истоки венгров связывались со страной Hungaria Major/Hungaria Magna («Великая Венгрия»), находившейся далее на восток, чем более поздние прародины венгров — Levedia и Etelköz. С другой стороны, в работах арабских и персидских географов и путешественников начиная уже с X века названия мадьяров и башкир употребляются для обозначения одного и того же народа. Эти два обстоятельства привели к тому, что уже в средние века Великая Венгрия стала связываться в литературе со страной башкир — впервые, видимо, у брата Иоанна де Плано Карпини (сер. XIII века): «Bascart или Hungaria Magna». В соседних диалектах или наречиях начальный /b/ мог быть заменен /m/ при известном в тюркских и монгольских языках соответствии начального /b/ ~ /m/ и этноним /badʒa oɣur/ (свояк огур, свояк угров) > /badʒ(a) oɣur/ > /badʒγar/ получил форму /madʒ(a) oɣur/ > /madʒɣur/ > /madʒɣar/ > /madjar/, то есть этнонимы «башкир» и «мадьяр» имели общее происхождение. Кроме того, сложение традиции о Hungaria Magna в Поволжско-Приуральском регионе следует связывать с тенденцией средневековых учёных искать прародину всех народов, в особенности — тех, о которых известно, что они относительно поздно появились в Европе, как, например, венгры, — на Востоке.
Имеется целый пласт племенных названий у башкир, которые имеют общее происхождение с племенными названиями венгров (точнее — с названиями племён того, очевидно, разноязычного союза, возглавлявшегося Арпадом, который в конце IX века «завоевал родину» венгров в Паннонии). При этом большинство из этих названий имеет тюркское происхождение. Учитывая то обстоятельство, что ни в культуре, ни в антропологическом типе, ни в языке башкир нет никаких реальных следов венгерского (или угорского) влияния, а значимость тюркского компонента в генезисе венгерского языка и народа не подлежит сомнению, эти данные могут быть интерпретированы как свидетельства участия в сложении башкир и венгров одних и тех же, преимущественно тюркских, родоплеменных групп, так как оба народа формировались как союзы кочевых племён примерно в одно и то же время (во второй половине I тыс. н. э.) на близких территориях (венгры — между Волгой и Днепром, башкиры — между Приаральем и Уралом).
Таким образом, проблема «Великой Венгрии» являет собой скорее предмет историографического и текстологического исследования и должна рассматриваться отдельно от проблемы прародины венгров и былого присутствия протовенгерских групп в Приуралье и Поволжье. Реального внимания заслуживает сообщение венгерского путешественника брата Юлиана о том, что в 20-е годы XIII века он во время своего путешествия в Волжскую Булгарию (предпринятого специально для поиска «оставшихся» на востоке венгров) встретил в одном из городов на правобережье Средней Волги язычников, говоривших по-венгерски. Оно находит отклик в материалах русских документов XV—XVI веков, касающихся районов правобережья Средней Волги и Приказанья, в которых упоминается этноним мочары/можары — рядом с мордвой, черемисами, башкирами, бесермянами. Данный этноним, как будто, невыводим из самоназвания татар — мишарей — Мишар и из названия летописной Мещеры, но может рассматриваться как отражение древней формы самоназвания венгров-мадьяров и является, таким образом, свидетельством о пребывании на данной территории если не прямых потомков Юлиановых «венгров», то, по крайней мере, людей, ещё сохранявших древнее венгерское самоназвание.
Рубрук называет Моксель, Великую Булгарию и Паскатир в числе стран северной стороны, которые повинуются татарам. Страна Паскатир у него «соприкасается с запада с Великой Булгарией», а некие бедные народы, живущие в северной стороне, соприкасаются на западе «с землею Паскатир, а это — Великая Венгрия». Также он писал, что «язык паскатир и венгров один и тот же; это — пастухи, не имеющие никакого города… От этой земли к востоку по упомянутой северной стороне нет более никакого города. Поэтому Великая Булгария — последняя страна, имеющая город… То, что я сказал о земле Паскатир, я знаю через братьев проповедников, которые ходили туда до прибытия татар, и с того времени жители её были покорены соседними булгарами и саррацинами, и многие из них стали саррацинами».
Венгерские и пермские учёные, изучавшие могильник Баяновский I VIII—X веков, находящийся на территории Добрянского района Пермского края, пришли к выводу, что, возможно, здесь находилась гипотетическая прародина современных венгров Magna Hungaria.
По мнению Е. П. Казакова,
постпетрогромские памятники первого этапа Южной Удмуртии, Восточной Татарии и Северной Башкирии и чияликские памятники Восточного Закамья, оставившие лепную круглодонную керамику с веревочно-гребенчатой орнаментацией, оставлены различными племенными объединениями угров, что подтверждается разной хронологией (домонгольский и золотоордынский периоды), а также различием форм керамики. С Magna Hungaria, как с этногеографическим понятием, может ассоциироваться чияликская культура, генетически восходящая к археологическим культурам Предуралья и Прикамья второй половины 1-го тыс. нашей эры.

## Великая Венгрия в современной политике
Омонимом исторического термина «Великая Венгрия» (Magna Hungaria) является употребительный в политическом контексте термин «Великая, или Большая Венгрия» (венг. Nagy-Magyarország).
Он используется для обозначения земель, входивших в Венгерское Королевство (прежде всего — в период существования Австро-Венгрии). Эти земли (2/3 площади Венгерского Королевства) были потеряны Венгрией по Трианонскому мирному договору. Это прилегающие к венгерским границам территории современных Румынии, Украины, Словакии, Австрии, Словении, Хорватии, Сербии.
Самые радикальные из венгерских националистов полагают, что эти территории, и по сей день населяемые венграми, должны быть объединены с современной Венгрией в рамках одного государства. В настоящее время венгры проживают в четырех районах австрийской земли Бургенланд: Оберварт/Фельшеёр, Унтерварт/Альшёр, Зигет-ин-дер-Варт/Урисигет, Обершютцен/Фельшелёве. По данным 1991 г., их было 6763 чел. В Румынии проживает 1,625 млн венгров, что составляет 7,12 % от всего населения (22,810 млн чел.). Воеводина известна своим многонациональным составом населения. Кроме сербов, составляющих 65-процентное большинство, в ней живут венгры (14 %).